# Vitt sjögull
Vitt sjögull eller bananplanta (Nymphoides aquatica) är en vattenklöverväxtart som först beskrevs av Thomas Walter, och fick sitt nu gällande namn av Carl Ernst Otto Kuntze. Vitt sjögull ingår i släktet sjögullssläktet, och familjen vattenklöverväxter. Inga underarter finns listade i Catalogue of Life.
Arten har sin naturliga utbredning i Nordamerika, men odlas som akvarieväxt i andra delar av världen.

## Bildgalleri

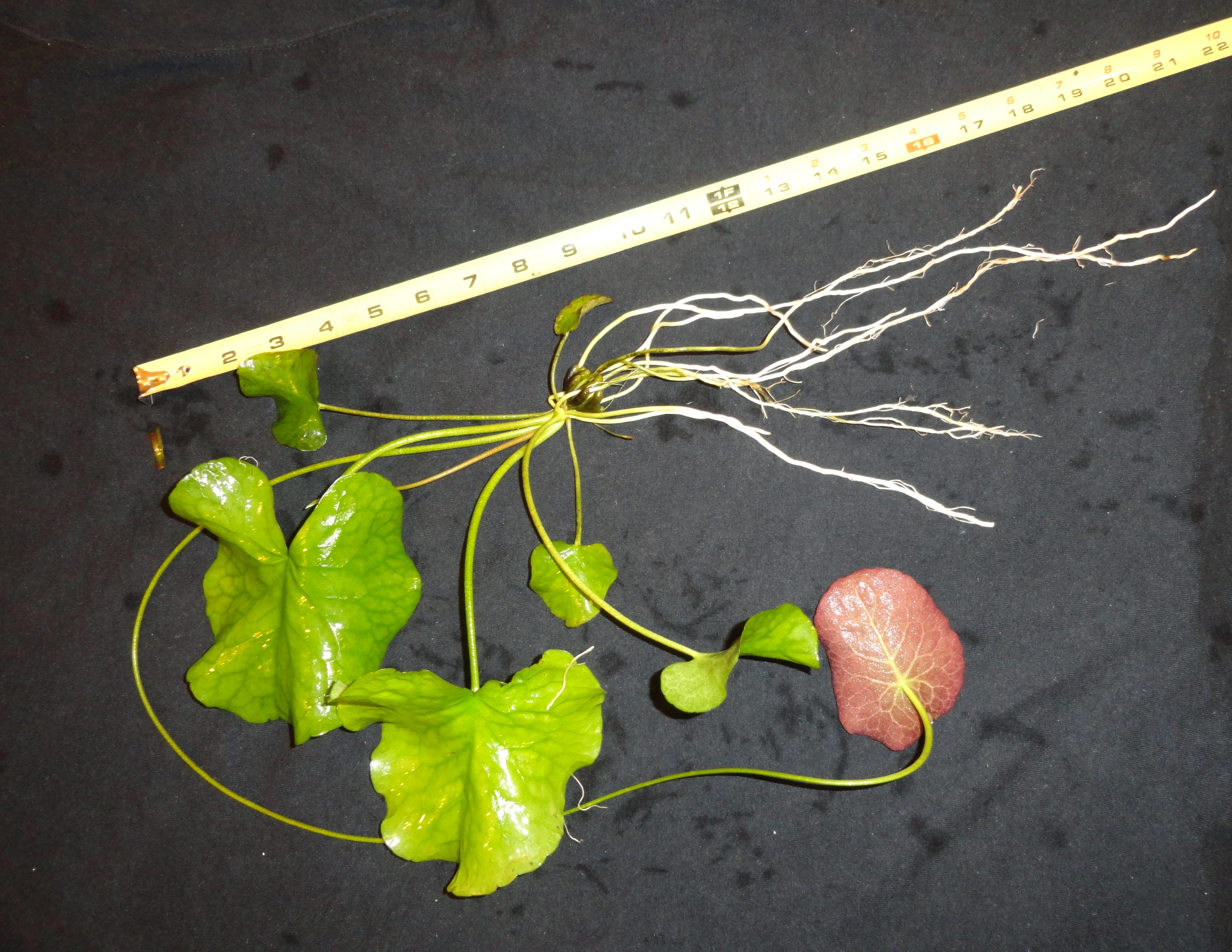
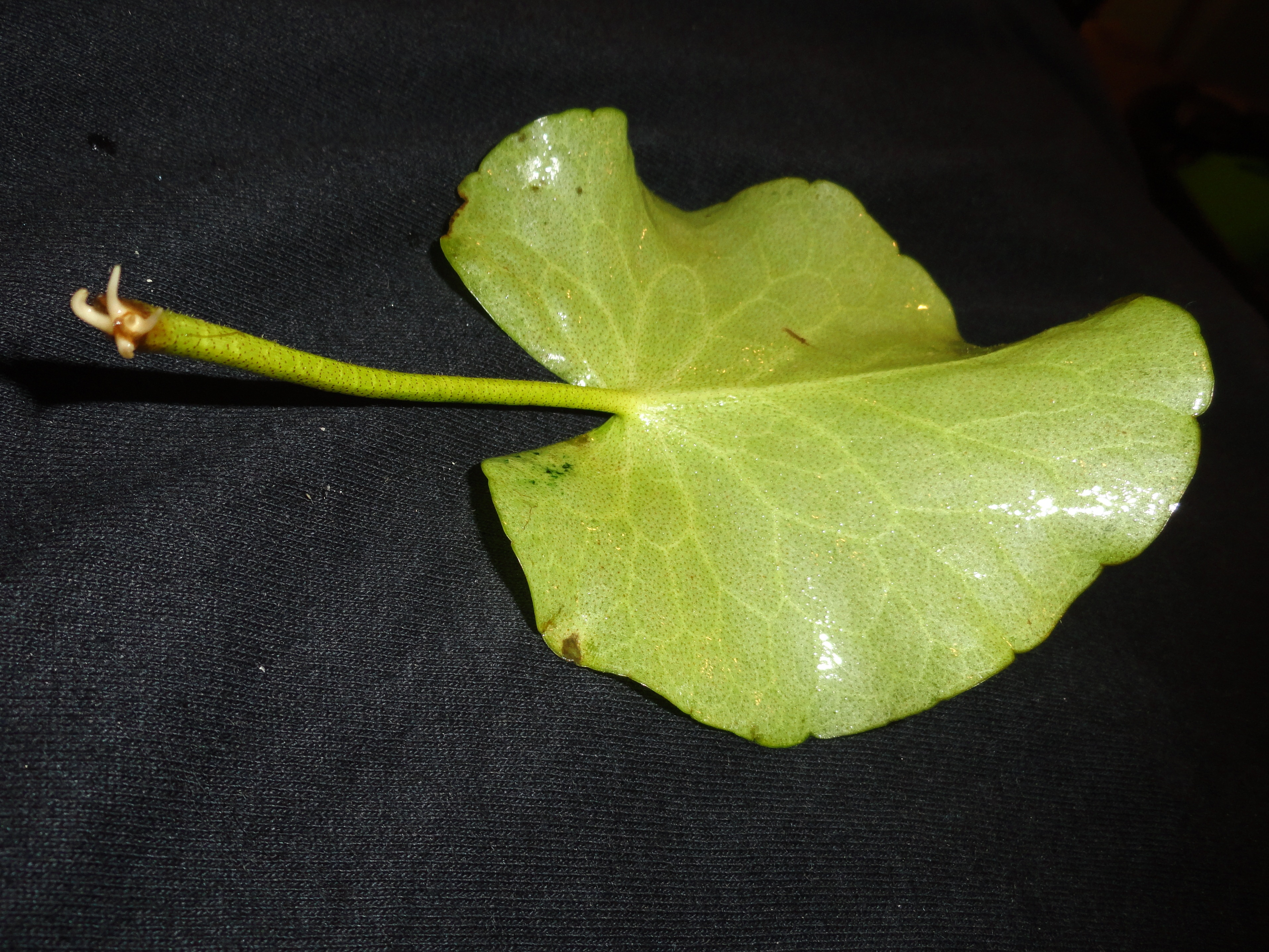